# Frederick Francis Campbell

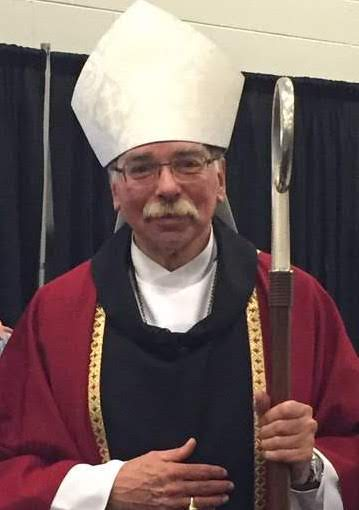
Frederick Francis Campbell, 2019

Frederick Francis Campbell (* 5. August 1943 in Elmira) ist ein US-amerikanischer Geistlicher und emeritierter römisch-katholischer Bischof von Columbus.

## Leben
Der Erzbischof von Saint Paul and Minneapolis, John Robert Roach, weihte ihn am 31. Mai 1980 zum Priester.
Papst Johannes Paul II. ernannte ihn am 2. März 1999 zum Weihbischof in Saint Paul and Minneapolis und Titularbischof von Afufenia. Der Erzbischof von Saint Paul and Minneapolis, Harry J. Flynn, spendete ihm am 14. Mai desselben Jahres die Bischofsweihe; Mitkonsekratoren waren John Robert Roach, Alterzbischof von Saint Paul and Minneapolis, und Joseph Leo Charron CPPS, Bischof von Des Moines.
Am 14. Oktober 2004 wurde er zum Bischof von Columbus ernannt und am 13. Januar des nächsten Jahres in das Amt eingeführt.
Papst Franziskus nahm am 31. Januar 2019 seinen altersbedingten Rücktritt an.